# Cretacentomobrya
Cretacentomobrya is een geslacht van springstaarten binnen de familie van Praentomobryidae en telt 1 beschreven soort.

## Taxonomie
- Cretacentomobrya burma - Christiansen, KA et Nascimbene, P, 2006